# Kalathammanahalli, Hassan
Kalathammanahalli là một làng thuộc tehsil Hassan, huyện Hassan, bang Karnataka, Ấn Độ.